# Nino Schurter
Nino Schurter   (Pfäffikon, 13 de maig de 1986) és un ciclista de muntanya suís, especialitzat en la modalitat de cross country olímpic (XCO).
Ha participat en quatre edicions dels Jocs Olímpics, aconseguint una medalla en tres participacions. També ha aconseguit guanyar sis cops el Campionat del món de Camp a través entre moltes altres medalles.
Des de l'any 2003, participa a la UCI Mountain Bike World Cup.

## Palmarès
- 2003
  -  Campió d'Europa en Camp a través per relleus (amb Ralph Näf, Balz Weber i Barbara Blatter)
- 2004
  -  Campió del món júnior en Camp a través
  -  Campió d'Europa júnior en Camp a través
  -  Campió d'Europa en Camp a través per relleus (amb Ralph Näf, Florian Vogel i Petra Henzi)
- 2006
  -  Campió del món sub-23 en Camp a través
  -  Campió del món en Camp a través per relleus (amb Florian Vogel, Martin Fanger i Petra Henzi)
  -  Campió d'Europa sub-23 en Camp a través
  -  Campió d'Europa en Camp a través per relleus (amb Ralph Näf, Martin Fanger i Petra Henzi)
- 2007
  -  Campió del món en Camp a través per relleus (amb Florian Vogel, Thomas Litscher i Petra Henzi)
  -  Campió d'Europa sub-23 en Camp a través
  -  Campió d'Europa en Camp a través per relleus (amb Florian Vogel, Thomas Litscher i Petra Henzi)
- 2008
  -  Medalla de bronze als Jocs Olímpics de Pequín en Camp a través
  -  Campió del món sub-23 en Camp a través
  -  Campió d'Europa sub-23 en Camp a través
- 2009
  -  Campió del món en Camp a través
- 2010
  - 1r a la Copa del món en Camp a través
  -  Campió de Suïssa en Camp a través
- 2012
  -  Medalla de plata als Jocs Olímpics de Londres en Camp a través
  -  Campió del món en Camp a través
  - 1r a la Copa del món en Camp a través
  -  Campió de Suïssa en Camp a través
- 2013
  -  Campió del món en Camp a través
  - 1r a la Copa del món en Camp a través
  -  Campió de Suïssa en Camp a través
- 2014
  -  Campió de Suïssa en Camp a través
- 2015
  -  Medalla d'or als Jocs Europeus en Camp a través
  -  Campió del món en Camp a través
  - 1r a la Copa del món en Camp a través
  -  Campió de Suïssa en Camp a través
- 2016
  -  Medalla d'or als Jocs Olímpics de Rio de Janeiro en Camp a través
  -  Campió del món en Camp a través
  -  Campió de Suïssa en Camp a través
- 2017
  -  Campió del món en Camp a través
  -  Campió del món en Camp a través per relleus (amb Filippo Colombo, Joel Roth, Sina Frei i Jolanda Neff)
  - 1r a la Copa del món en Camp a través
  -  Campió de Suïssa en Camp a través
- 2018
  -  Campió del món en Camp a través
  -  Campió del món en Camp a través per relleus
- 2019
  -  Campió del món en Camp a través
  -  Campió del món en Camp a través per relleus
  -  Campió de Suïssa en Camp a través
- 2020
  -  Campió d'Europa en Camp a través
  -  Campió de Suïssa en Camp a través
- 2021
  -  Campió del món en Camp a través
- 2022
  -  Campió del món en Camp a través
  -  Campió del món en Camp a través per relleus
- 2023
  -  Campió del món en Camp a través per relleus